# سهل‌آباد (رامجرد دو)
سهل‌آباد یک روستا در ایران است که در دهستان رامجرد دو شهرستان مرودشت واقع شده‌است. سهل‌آباد ۱۵۳ نفر جمعیت دارد.